# Мёйдеркринг

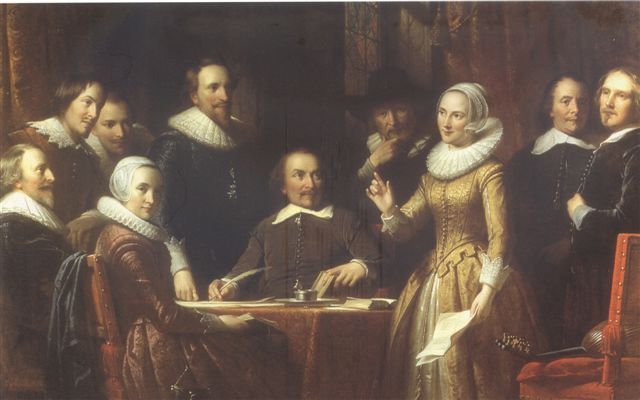
Деятели искусств Мёйденского кружка, картина Яна Адама Круземана (1852)

Мёйдеркринг — неформальный кружок, объединявший деятелей искусств и наук Нидерландов, действовавший во времена «Золотого века» (приблизительно вторая половина XVII века). Члены кружка регулярно встречались в замке Мёйдерслот под Амстердамом и устраивали литературные и музыкальные вечера в тот период, когда хозяин замка поэт Питер Корнелисзон Хофт жил в нём во время своей службы дростом Мёйдена. Он же был центральной фигурой кружка. Константейн Хёйгенс, Дирк Свелинк, Вондел, Гербранд Бредеро и поэты-сёстры Анна Виссхер и Мария Тесселсхаде Виссхер также были заметными участниками группы. Вместо организованной группы убеждённых личностей, которые бы преследовали культурную цель, Хофт организовал в замке своего рода клуб по интересам для своих друзей. Первое задокументированное собрание кружка состоялось 7 июля 1633 года, а последнее — летом 1645 года.
Согласно литературному историку Стренгхолту, существование кружка — это миф. Была только одна постоянная фигура, это сам Хофт. В конце лета 1616 года Бредеро и Гуго Гроций вместе посетили Мёйдерслот. Первое задокументированный визит Анны Румерс и Марии Тесселсхаде датруется 1621 годом. В этом году сформировалась устойчивая группа, куда вошли Хофт, Хёйгенс, Анна Румерс, Тесселсхаде и некоторые другие.
Если и существовал круг вокруг Хофта, то, согласно Стренгхолту, он возник не ранее, чем в тридцатых годах: «Только в 1633 году появляется первое засвидетельствованное собрание друзей-художников Мёйдерслота, которое было проведено в качестве такого опыта.
Несколько музыкальных произведений, связанных с деятельностью кружка, были записаны утрехтским ансамблем Камерата Траектина в 1994 году.